# موريس باريس
موريس باريس ولد في 19 غشت 1862 بشارم إقليم فوج وتوفي يوم في 4 ديسمبر 1923 في نويي-سور-سين (مرتفعات السين)، كاتب وسياسي فرنسي، ويعد رئيس صوري للقومية الفرنسية.
المحور الأول في فكره هو «تقديس الأنا»: يؤكد باريس أن واجبنا الأول هو الدفاع عن أنفسنا ضد «البرابرة Barbares» أي ضد كل ما يهدد الأنا بإضعافها في تنمية فكرها. المحور الثاني يلخصه التعبير الإصطلاحي «الأرض والاموات la terre et les morts» والذي يتلخص في ثلاثة مجلدات روائية تعبر عن الحس الوطني: المقتلعون (1897) ونداء للجندي (1900) وأرقامهم (1902) هذا الأخير يعد شاهد على تطور موريس باريس نحو القومية الجمهورية والتقليدية والتعلق بالجذور والأسرة والجيش والأرض.
ظل أحد المفكرين البارزين لليمين القومي خلال الفترة الواقعة ما بين الحربين العالميتين.

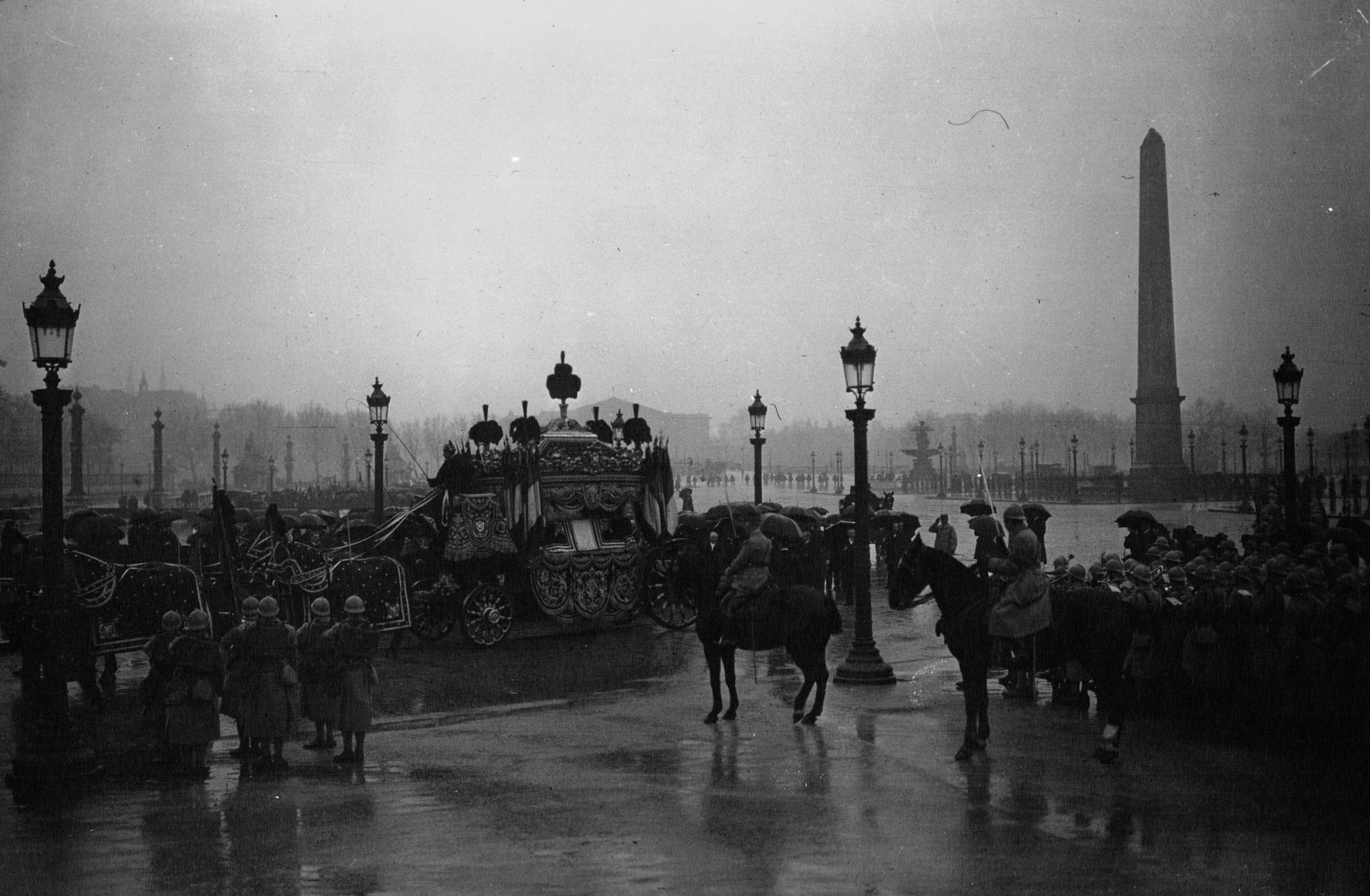
جنازة وطنية لموريس باريس في باريس عام 1923.

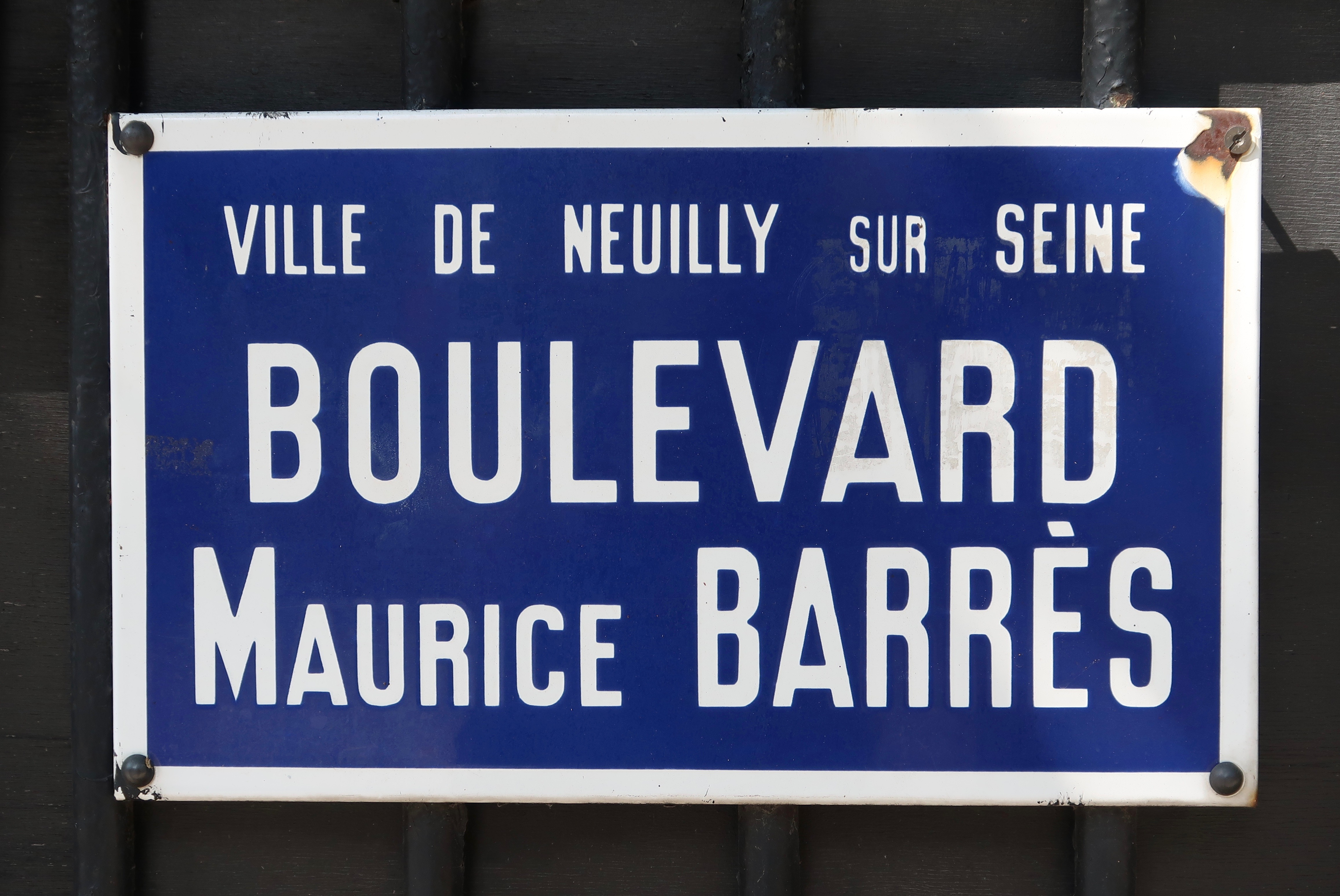
لوحة تحمل اسم موريس باريس في نويي-سور-سين.